# Rueda de casino
Rueda de casino ist ein lateinamerikanischer Gruppentanz, der zu Salsa-Musik getanzt wird. Übersetzt bedeutet Rueda Rad, und Casino ist die kubanische Bezeichnung für den Tanz Salsa, also 'Salsa-Rad'. Im deutschsprachigen Raum wird teilweise auch der Begriff 'Salsa Rueda' verwendet.
Er ist für sechs bis zehn Paare ideal, kann aber auch mit weniger (sogar mit nur zwei) oder mehr Paaren getanzt werden.
Der Name Rueda rührt daher, dass alle beteiligten Paare einen Kreis bilden, wobei sie jeweils synchron die gleichen Figuren tanzen. Bedingt durch Partnerwechsel, die jeweils zu den getanzten Figuren gehören, dreht sich die Rueda bzw. das Rad. Wie bei einem Rad ist eine Hauptorientierung aller Tänzer die Mitte als die Achse des Rades. Eine Person macht dabei den Cantante (engl. Caller), den Ansager. Dieser bestimmt, welche Figur als nächste getanzt wird, und sagt das Kommando für die Figur für alle Beteiligten laut an. Gelegentlich werden auch Handzeichen benutzt, besonders wenn es zu laut ist, gesprochene Kommandos klar zu hören. Rueda kommt ursprünglich aus Kuba.
Die Figuren sind im Gegensatz z. B. zu Squaredance oder Rounddance, bei denen ebenfalls zu Kommandos getanzt wird, in der Regel nicht normiert, so dass die Rueda-Gruppen verschiedener Lehrer nicht leicht zusammen tanzen können.
In Havanna kann man jeden Sonntag am Malecón gleich beim Tunnel in Richtung Vedado im Restaurant Jardines del 1830 bei der Matinee eine mehr oder weniger starke Gruppe älterer Rueda-Tänzer treffen. Sie behaupten von sich, dass sie sich vor ca. 50 Jahren das Prinzip der Rueda de Casino ausgedacht und erstmals umgesetzt haben. Sie kleiden sich oft ganz in weiß und besitzen auch einen Mitglieder-Ausweis mit der Aufschrift „Fundador de la Rueda de Casino“, den sie gern und stolz zeigen.
Der Name „Casino“ kommt daher, dass Salsa in den 50er Jahren in den sogenannten „Casinos Deportivos“ Kubas entstand.
Es gibt auch Versuche, andere Tänze in einer Rueda zu tanzen, beispielsweise Bachata Rueda.